# جميل اليحمدي
جميل سليم اليحمدي لاعب كرة قدم عماني، ولد في (27 يوليو 1996) ، يلعب حالياً لصالح نادي السيب العماني .
نشأ في نادي الشباب و إنتقل إلى نادي الوكرة في عام 2018 و وقع مع نادي الشحانية في صيف 2020 و بعد هبوط الشحانية وقع مع نادي المرخية و لعب بعدها مع نادي الخريطيات ونادي السيب.

## روابط خارجية
- جميل اليحمدي على موقع قاعدة بيانات كرة القدم.إي يو (الإنجليزية)
- جميل اليحمدي على موقع ناشيونال فوتبول تيمز (الإنجليزية)
- جميل اليحمدي على موقع Soccerway.com (الإنجليزية)